# Бок, Фрэнсис
Фрэнсис Бок, настоящее имя Фрэнсис Пиол Бол Бок (динка Prantheth Piöl Bol Bok, род. февраль 1979, Южный Судан) — бывший суданский раб, писатель.

## Биография
Фрэнсис родился в африканской деревне на ферме своего отца. Динка по национальности. Его семья была относительно богата. Когда ему было 7 лет, он отправился на рынок, когда арабские террористы из северного Судана атаковали город и взяли людей, включая Фрэнсис Бок, в рабство.
Фрэнсис попал к Г. Абдулле. В течение десяти лет он был вынужден есть остатки пищи и спать с крупным рогатым скотом.
Фрэнсис два раза пытался убежать, но не мог. На третий раз он смог добраться до города, где он отправился в полицию. Но полиция тоже взяла его в рабство.
В настоящее время признан беженцем. Живёт в США, где написал свою автобиографию и борется с рабством.